# Hans Sperre jr.
Hans Sperre jr. (* 13. September 1967 in Sandefjord) ist ein Badmintonspieler aus Norwegen. 

## Sportliche Karriere
Hans Sperre jr. trat 1986 in die Fußstapfen seines Vaters Hans Sperre, als er seinen ersten norwegischen Titel im Herreneinzel gewann. Im gleichen Jahr gewann er auch das Doppel mit Jorn Myrestrand. Sperre jr. blieb in der Folge bis 1999 im Herreneinzel bei norwegischen Meisterschaften ungeschlagen. Erst Jim Ronny Andersen gelang es 2000, Sperre im Einzel zu besiegen. 2002 und 2006 holte er sich zwei weitere Einzeltitel.
Sperre war 1992 der erste norwegische Teilnehmer im Badminton bei Olympia. Er verlor in der ersten Runde gegen Foo Kok Keong aus Malaysia mit 0:2 Sätzen und wurde somit 33.